# Andre Geim
Sir Andre Konstantin Geim (russisk: Андре́й Константи́нович Гейм), FRS, HonFRSC, HonFInstP (født 21. oktober 1958) er en russisk født hollandsk-britisk fysiker, der arbejder i England på School of Physics and Astronomy ved University of Manchester.
Geim modtog nobelprisen i fysik i 2010 sammen med Konstantin Novoselov for hans arbejde med grafen. Han er Regius Professor i fysik og Royal Society Research Professor ved National Graphene Institute. Sir Andre Geim har også modtaget en IG nobelpris i 2000 for at få en frø til at svæve ved brug af magnetisme. Pr. 2020 er han dermed den eneste person, der både har modtaget en nobelpris og en IG nobelpris.